# Fabrizio De André
Fabrizio Cristiano De André (18 tháng 2 năm 1940 – 11 tháng 1 năm 1999) là một ca sĩ kiêm nhạc sĩ người Ý nổi bật với tư tưởng tiến bộ và sự đồng cảm sâu sắc dành cho các nhóm yếu thế trong xã hội.
Được biết đến với quan điểm gần gũi chủ nghĩa vô chính phủ, tự do cánh tả và hòa bình, âm nhạc của De André thường xoay quanh những nhân vật bị gạt ra bên lề xã hội như người Romani, gái mại dâm, nô lệ và những kẻ nổi loạn, đồng thời chỉ trích mạnh mẽ hệ thống quyền lực của Giáo hội Công giáo. Trong gần 40 năm sự nghiệp, với 13 album phòng thu, ông được công nhận là một trong những nghệ sĩ lớn nhất của âm nhạc Ý. Chất lượng lời bài hát của De André thường được ví như thơ ca, và ông cũng đóng vai trò quan trọng trong việc tôn vinh các ngôn ngữ địa phương, nổi bật nhất là tiếng Ligurian, cùng các phương ngữ khác như tiếng Sardinia, Gallurese và Neapolitan. Sau khi ông qua đời, tên ông được đặt cho nhiều đường phố, công viên, trường học và thư viện công cộng.

## Tiểu sử
Fabrizio De André sinh ra ở Genoa trong một gia đình có nguồn gốc từ vùng Piedmont. Cha ông, Giuseppe, đến từ Turin, còn mẹ ông xuất thân từ làng Pocapaglia. Ngay từ khi chào đời, Fabrizio đã được đón mừng bằng giai điệu bản waltz nổi tiếng của Gino Marinuzzi, “Nước Waltz”. Hai mươi lăm năm sau, De André sáng tác bài hát “Waltz for a Love” lấy cảm hứng từ giai điệu này.
Trong thời kỳ Thế chiến thứ hai, gia đình ông buộc phải lánh nạn tại một trang trại ở Revignano, thuộc tỉnh Asti, Piedmont. Tại đây, De André kết bạn với cô bé Jacanna "Nina" Manfieri, người bạn đồng hành trong suốt tuổi thơ của ông, và sau này được bất tử hóa qua bài hát “Ho visto Nina volare” (Tôi thấy Nina bay) – một trong những tác phẩm cuối cùng của ông. Cha của De André, vốn là một người chống phát xít, đã gia nhập lực lượng kháng chiến. Khi chiến tranh kết thúc năm 1945, gia đình trở về Genoa, nơi cha ông trở thành một nhân vật quan trọng trong giới doanh nhân, giữ vai trò giám đốc điều hành và sau đó là chủ tịch của Eridania – một công ty sản xuất đường.
De André theo học tiểu học tại trường của các nữ tu Marcellian, sau đó chuyển sang trường công lập Cesare Battisti và Liceo Classico "Cristoforo Colombo". Sau khi tốt nghiệp, ông đăng ký học Luật tại Đại học Geneva nhưng không hoàn thành chương trình học, bỏ dở khi chỉ còn vài kỳ thi cuối. Ông từng chia sẻ rằng từ bỏ ngành luật để theo đuổi âm nhạc là quyết định đúng đắn, vì ông sẽ trở thành một luật sư tệ hại, nhưng lại là một nhạc sĩ xuất sắc.
De André bắt đầu học violin, sau đó chuyển sang chơi guitar và gia nhập một số ban nhạc jazz địa phương, bởi ông luôn coi jazz là “tình yêu đầu đời” trong âm nhạc.